# 李荣 (哲学家)
李荣（？—？），中国唐朝哲学家，东明观道士。他汇编了一套对道教书籍《道德经》的评注。他的评注被称为《老子李荣注》。
《全唐诗》卷八百六十九录李荣《咏兴善寺佛殿灾》并注：“荣，巴西人”。《全唐诗》卷八百八十二亦载薛曜诗《登绵州富乐山别李道士荣》。李荣好友卢照邻亦曾作《代女道士王灵妃赠道士李荣诗》。
杜光庭《广圣义》：“任真子李荣注《道德经》上下两卷。”“唐朝士成玄英、蔡子晃、黄玄颐、李荣、车惠弼，皆明重玄之道。”可见李荣有号任真子。
当时，僧道两教互相排斥。唐高宗总章年间，兴善寺遭火灾，李荣作诗：“道善何曾善，云兴遂不兴。如来烧亦尽，唯有一群僧。”虽然当时的人欣赏李荣的诗，但李荣的声誉也因幸灾乐祸而受损。
唐高宗末年，李荣居住于东明观，常与太学博士罗道琮、太学助教康国安等论道。
由《王右丞集》卷二十五《大荐福寺大德道光禅师塔铭》，可见李荣有一兄子道光禅师。